# Príncipe Escamado
O Príncipe Escamado é um personagem fictício da obra de Monteiro Lobato.

## O personagem
Ele é um peixe, e rei do Reino da Águas Claras, que se localiza em um ribeirão perto do Sítio. Um certo dia Narizinho estava a dar comida para os peixes, quando deitou na sombra de uma árvore e se deparou com o Príncipe e um besouro andando na ponta do seu nariz. O príncipe então leva Narizinho para conhecer o seu Reino, onde se encontra também com o Doutor Caramujo que faz a boneca Emília falar, dando início assim às histórias do Sítio do Picapau Amarelo.  

## O amor por Narizinho
Como é mostrado no livro Reinações de Narizinho após a visita de Narizinho ao seu reino o príncipe apaixonou-se pela menina e segundo o doutor caramujo ele teve um caso serio de ''Narizinho-Arrebitadite'' e a única cura para isso era casar com Narizinho, Narizinho aceita o pedido. 